# Viola evae
Viola evae là một loài thực vật có hoa trong họ Hoa tím. Loài này được Hieron. miêu tả khoa học đầu tiên.